# Hexatoma brunettii
Hexatoma brunettii är en tvåvingeart som först beskrevs av Edwards 1921.  Hexatoma brunettii ingår i släktet Hexatoma och familjen småharkrankar. Inga underarter finns listade i Catalogue of Life.